# 2936 Nechvile
2936 Nechvile је астероид главног астероидног појаса чија средња удаљеност од Сунца износи 2,680 астрономских јединица (АЈ).
Апсолутна магнитуда астероида је 12,4.